# Wantan (köpinghuvudort i Kina, Hubei Sheng, lat 30,05, long 110,42)
Wantan är en köpinghuvudort i Kina. Den ligger i provinsen Hubei, i den centrala delen av landet, omkring 370 kilometer väster om provinshuvudstaden Wuhan. Antalet invånare är 16 743. Befolkningen består av 8 032 kvinnor och 8 711 män. Barn under 15 år utgör 12,0 %, vuxna 15-64 år 75 %, och äldre över 65 år 11,0 %.
Runt Wantan är det ganska tätbefolkat, med 80 invånare per kvadratkilometer. Närmaste större samhälle är Baiguo, 18,5 km söder om Wantan. I omgivningarna runt Wantan växer i huvudsak blandskog.
Genomsnittlig årsnederbörd är 1 679 millimeter. Den regnigaste månaden är september, med i genomsnitt 288 mm nederbörd, och den torraste är december, med 16 mm nederbörd.